# Гагаринская (остановочная платформа)
Гагаринская — остановочная платформа на востоке города Новосибирска. Открыта в 2003 году и названа по одноименной станции метро. Расстояние до станции Новосибирск-Главный — около 2,5 километра.
Левее платформы находится торговый комплекс «Зеленые купола», справа — Новосибирский Областной суд. Вход и выход на посадку в поезда осуществляется через турникеты.

## История
Открыта 2 декабря 2003 года в рамках первого этапа реализации проекта «Городская железная дорога».